# Oleg Protopopow
Oleg Aleksiejewicz Protopopow (ros. Олег Алексеевич Протопопов; ur. 16 lipca 1932 w Leningradzie, zm. 31 października 2023 w Interlaken) – rosyjski łyżwiarz figurowy, czterokrotny mistrz świata w parach sportowych (Colorado Springs 1965, Davos 1966, Wiedeń 1967, Genewa 1968), dwukrotny mistrz olimpijski (Innsbruck 1964, Grenoble 1968), czterokrotny mistrz Europy w parach sportowych (Bratysława 1966, Ljubljana 1967, Västerås 1968, Garmisch-Partenkirchen 1969). Sukcesy na lodzie odnosił wspólnie ze swoją wieloletnią partnerką Ludmiłą Biełousową. Razem zapoczątkowali nową erę w łyżwiarstwie figurowym. Stworzyli romantyczny styl, charakteryzujący się wolnymi, dostojnymi ruchami, który nawiązywał do baletu rosyjskiego. Razem z żoną są uznawani za ikony łyżwiarstwa figurowego – wnieśli do niego swój artystyczny, oryginalny styl. Zapoczątkowali trzy nowe odmiany „spirali śmierci” (nazywanej początkowo „kosmiczną spiralą”), stanowiącej obecnie jeden z obowiązkowych elementów wykonywanych przez łyżwiarskie pary sportowe: przodem wewnątrz, przodem zewnątrz oraz tyłem wewnątrz.
We wrześniu 2015 roku 79-letnia Ludmiła Biełousowa i 83-letni Oleg Protopopow wystąpili w Stanach Zjednoczonych, dając pokaz w ramach „Wieczoru mistrzów”.

## Życie prywatne
Oleg Protopopow dorastał w Leningradzie, gdzie przeżył blokadę miasta. Według jego wspomnień, pierwsze łyżwy podarował mu ojczym – poeta Dmitrij Cenzor (1877–1947), który także uratował życie jemu i jego matce, wyciągając ich z oblężenia, kiedy znajdowali się już na skraju śmierci.
5 grudnia 1957 roku Oleg Protopopow poślubił swoją partnerkę sportową Ludmiłę Biełousową. Pomimo że żona formalnie pozostała przy panieńskim nazwisku, para jest powszechnie określana jako „Protopopowie”. Pragnąc przez cały czas być aktywnymi łyżwiarzami, świadomie zdecydowali o nieposiadaniu potomstwa.
24 września 1979 roku Ludmiła Biełousowa Oleg Protopopow zbiegli do Szwajcarii, gdzie w tym czasie gościnnie występowali, prosząc o azyl polityczny (mieli wówczas odpowiednio: 43 lata i 47 lat), który uzyskali. Zamieszkali w wiosce górskiej Grindelwald, położonej w górskiej części Berner Oberland, w kantonie Berno. Po wielu latach, w 1995 roku, otrzymali szwajcarskie obywatelstwo. Państwo to pozostawało ich zimowym miejscem pobytu, podczas gdy ich letni dom i centrum treningowe znajdowały się w Lake Placid w stanie Nowy Jork w Stanach Zjednoczonych. 25 lutego 2003 roku po raz pierwszy od 23 lat odwiedzili Rosję, dokąd przyjechali na zaproszenie jednego z najbardziej utytułowanych rosyjskich hokeistów – Wiaczesława Fietisowa.
W listopadzie 2005 roku, po raz pierwszy od 26 lat, Oleg Protopopow wspólnie z żoną przyjechał do swojego rodzinnego miasta – Petersburga. Wizytę rozpoczął od odwiedzenia cmentarza Wołkowskiego, gdzie znajduje się grób jego ojczyma – Dmitrija Cenzora.

## Fotogaleria

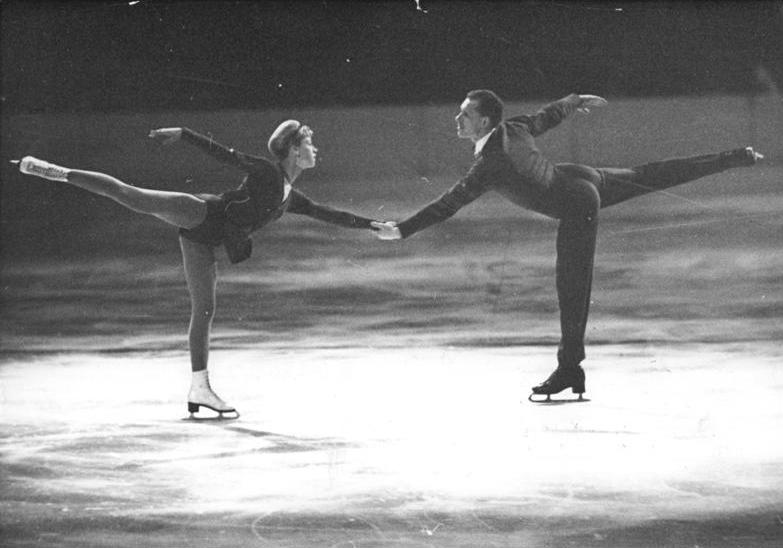
Ludmiła Biełousowa i Oleg Protopopow oklaskiwani przez mieszkańców Berlina, licznie zgromadzonych w Werner-Seelenbinder-Halle, podczas drugiego dnia Międzynarodowych Wielkanocnych Dni Łyżwiarstwa (niem. Internationalen Oster-Eissporttage), 15 kwietnia 1963 (fot. Ulrich Kohls)
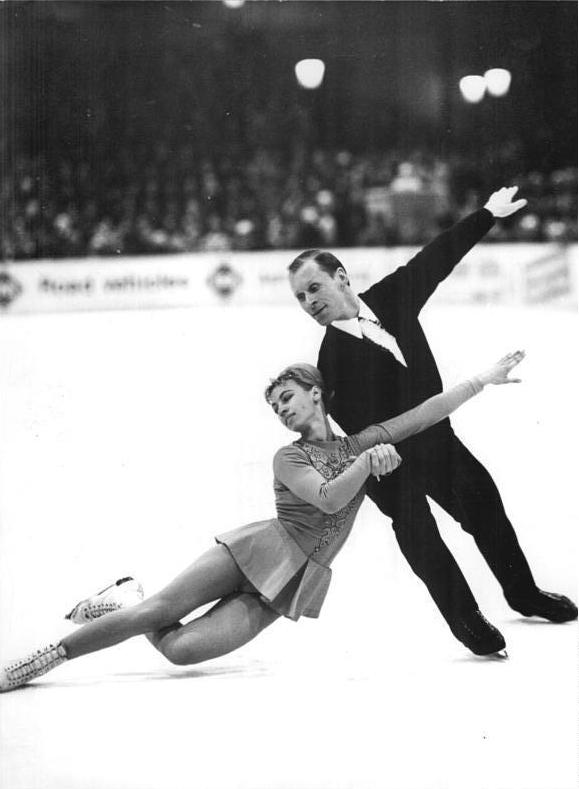
Ludmiła Biełousowa i Oleg Protopopow podczas występu w Karl-Marx-Stadt Eissporthalle, Chemnitz, 13 marca 1968
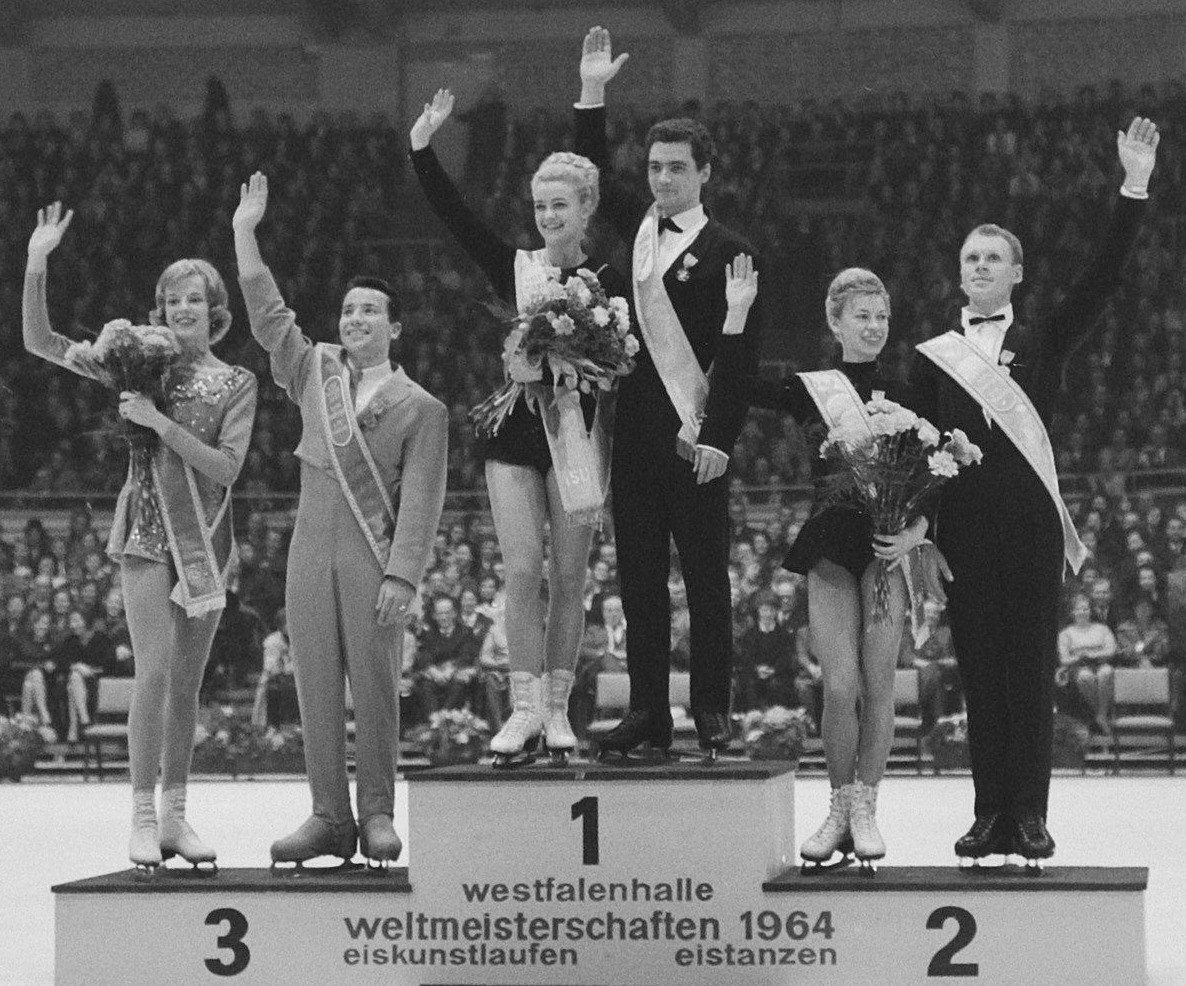
Mistrzostwa świata w łyżwiarstwie figurowym, Dortmund 1964; od lewej: Debbi Wilkes i Guy Revell z Kanady (brązowy medal), Marika Kilius i Hans-Jürgen Bäumler z Niemiec Zachodnich (złoty medal) oraz Ludmiła Biełousowa i Oleg Protopopow ze Związku Radzieckiego (srebrny medal), 29 lutego 1964 (fot. Harry Pot)
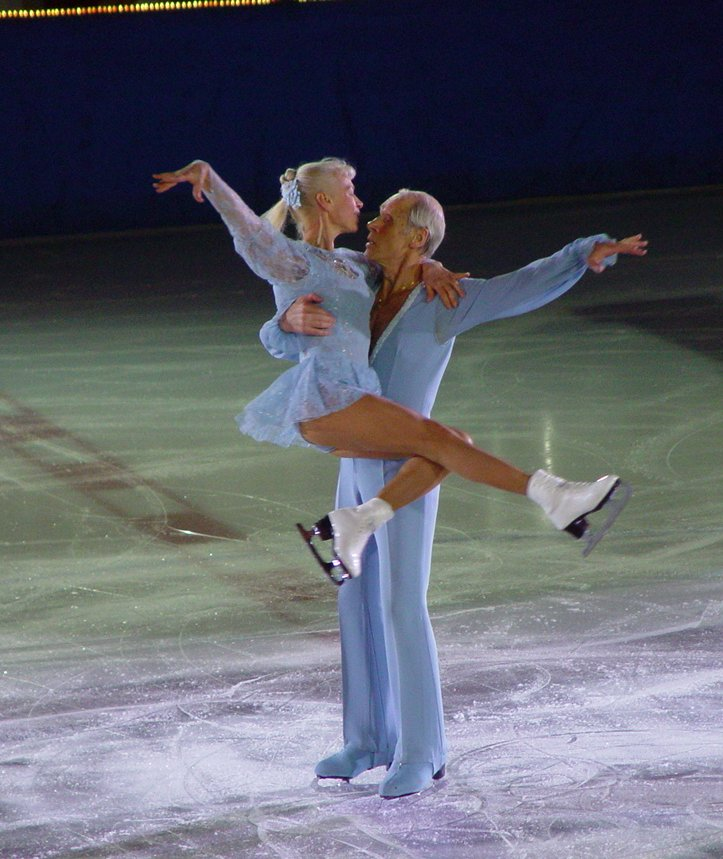
Ludmiła Biełousowa i Oleg Protopopow podczas występu w ramach „Wieczoru mistrzów” (ang. „An Evening with Champions”), Cambridge w stanie Massachusetts, 13 października 2007
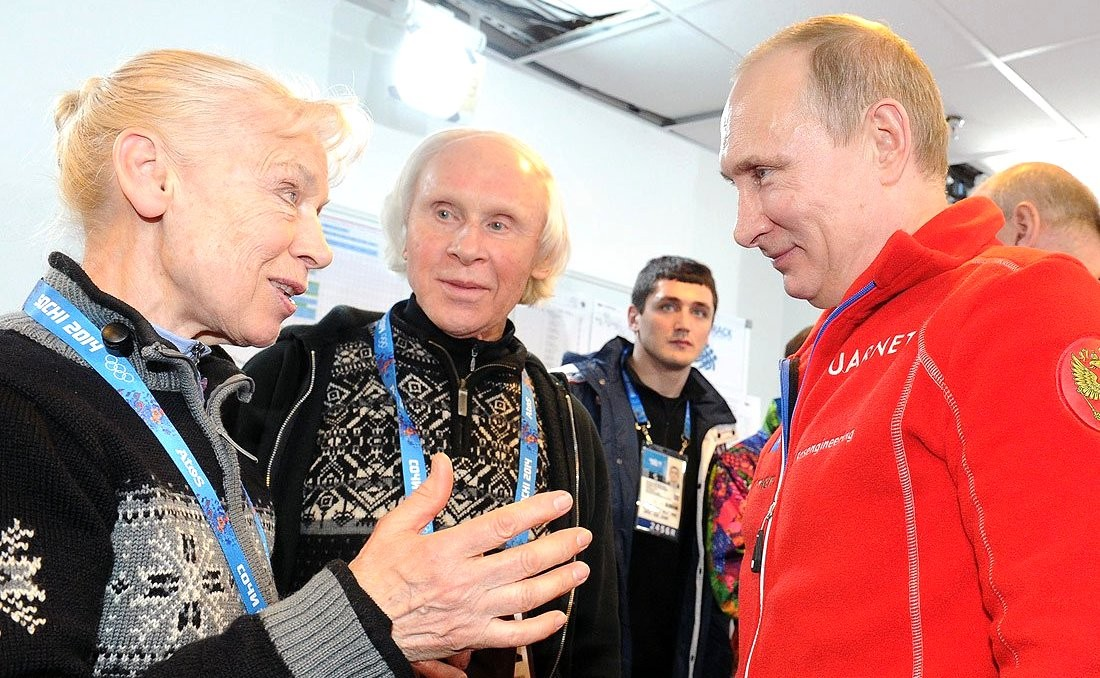
Władimir Putin rozmawia z Ludmiłą Biełousową i Olegiem Protopowem, Pałac sportów zimowych Ajsbierg, 9 lutego 2014

## Osiągnięcia

### Z Ludmiłą Biełousową
| Zawody               | 54–55          | 55–56          | 56–57          | 57–58          | 58–59          | 59–60          | 60–61          | 61–62          | 62–63          | 63–64          | 64–65          | 65–66          | 66–67          | 67–68          | 68–69          | 69–70          | 70–71          | 71–72          | 72–73          |
| Międzynarodowe       | Międzynarodowe | Międzynarodowe | Międzynarodowe | Międzynarodowe | Międzynarodowe | Międzynarodowe | Międzynarodowe | Międzynarodowe | Międzynarodowe | Międzynarodowe | Międzynarodowe | Międzynarodowe | Międzynarodowe | Międzynarodowe | Międzynarodowe | Międzynarodowe | Międzynarodowe | Międzynarodowe | Międzynarodowe |
| -------------------- | -------------- | -------------- | -------------- | -------------- | -------------- | -------------- | -------------- | -------------- | -------------- | -------------- | -------------- | -------------- | -------------- | -------------- | -------------- | -------------- | -------------- | -------------- | -------------- |
| Igrzyska olimpijskie |                |                |                |                |                | 9              |                |                |                | 1              |                |                |                | 1              |                |                |                |                |                |
| Mistrzostwa świata   |                |                |                | 13             |                | 8              |                | 2              | 2              | 2              | 1              | 1              | 1              | 1              | 3              |                |                |                |                |
| Mistrzostwa Europy   |                |                |                | 10             | 7              | 4              |                | 2              | 2              | 2              | 1              | 1              | 1              | 1              | 2              |                |                |                |                |
| Prize of Moscow News |                |                |                |                |                |                |                |                |                |                |                |                |                |                |                |                | 3              | 1              | 2              |
| Krajowe              |                |                |                |                |                |                |                |                |                |                |                |                |                |                |                |                |                |                |                |
| Mistrzostwa ZSRR     | 3              | 4              | 2              | 2              | 2              |                | 2              | 1              | 1              | 1              |                | 1              | 1              | 1              | 2              | 4              | 6              | 3              |                |

### Z Margaritą Bogojawłeńską
| Mistrzostwa ZSRR | 2 |

## Nagrody i odznaczenia
- Światowa Galeria Sławy Łyżwiarstwa Figurowego – 1978[14]